# Changyuraptor
Changyuraptor (chin. changyu – „lange Feder“, lat. raptor – „Räuber“) ist eine Gattung der Dromaeosauriden aus der Untergruppe der Microraptorinae, die vor etwa 125 Millionen Jahren in der späten Unterkreide Ostasiens lebte. Die einzige bekannte Art ist Changyuraptor yangi. Diese ist bislang wiederum von einem einzigen Exemplar bekannt, dem vollständigen Skelett eines ausgewachsenen Individuums (mindestens 4 Jahre alt) in anatomisch korrekter Erhaltung, einschließlich detaillierter Abdrücke des Federkleides. Es stammt aus der Yixiang-Formation (Jehol-Gruppe) der Liaoning-Provinz in China. Das Art-Epitheton ehrt Yang Yandong, den Direktor der Bohai-Universität in Jinzhou.
Changyuraptor besaß, wie sein enger Verwandter Microraptor, Flügel aus Federn an allen vier Extremitäten sowie lange Federn am Schwanz, und wie Microraptor war Changyuraptor wahrscheinlich ein Gleitflieger. Die Länge des Typusexemplars beträgt von der Schnauzen- bis zur Schwanzspitze 1,32 Meter. Das Lebendgewicht dieses Tieres wird auf 4 Kilogramm geschätzt. Damit handelt sich um den bislang mit Abstand größten Vertreter der Microraptorinen.
Des Weiteren besonders an Changyuraptor ist unter anderem der geringe Größenunterschied zwischen den Vorder- und Hintergliedmaßen. Die Länge der Vordergliedmaßen beträgt ganze 96 % der Länge der Hintergliedmaßen. Damit sind die „Arme“ von Changyuraptor relativ zu den Beinen um teilweise deutlich mehr als 20 % länger als bei den nicht-microraptorinen Jehol-Dromaeosauriden und immer noch um 7 % länger als die von Microraptor.
Neben Microraptor ist Changyuraptor der bislang einzige unzweifelhafte „vier-flügelige“ Dinosaurier. Bislang wurde angenommen, dass die Entwicklung der Fähigkeit zur Fortbewegung in der Luft bei den Dromaeosauriden an eine Verminderung der Körpergröße gebunden sei. Die Entdeckung von  Changyuraptor widerspricht dieser Hypothese. Allerdings hat Changyuraptor, verglichen mit Microraptor, außergewöhnlich lange Schwanzfedern. Diese könnten während des Gleitfluges für einen stabileren Anstellwinkel und gleichzeitig, da der Gleitflug aufgrund des größeren Gewichts von Changyuraptor steiler ausgefallen sein dürfte als bei Microraptor, für eine Reduzierung der Abstiegsgeschwindigkeit gesorgt haben. Beides in Kombination hätte sowohl möglichst präzise Angriffe auf Beutetiere als auch eine möglichst sanfte Landung ermöglicht.